# Bernd Roith
Bernd Roith (* 30. Dezember 1959 in Tübingen) ist ein deutscher Dartspieler, der seit 2008 an Turnieren der PDC teilnimmt und von 2011 bis 2013 eine Tour Card der PDC besessen hat.

## Karriere
Roith war der erste Deutsche, der bei der European Darts Championship eine Begegnung gewann. Er besiegte in der ersten Runde der European Darts Championship 2010 Denis Ovens mit 6:4. Im Viertelfinale unterlag er jedoch dem an Nummer zwei gesetzten Raymond van Barneveld nach zwischenzeitlicher 7:5 Legs-Führung mit 7:10.
Bei der PDC World Darts Championship 2011, für die er über die European Order of Merit qualifiziert war, verlor Roith in der ersten Runde gegen Dennis Priestley mit 0:3. Durch einen Sieg bei der PDC Qualifying School sicherte er sich zu Beginn der Saison 2012 eine Tour Card. Bei den UK Open erreichte er 2012 und 2013 jeweils die Runde der letzten 128. In der Qualifikation zur PDC World Darts Championship 2012 scheiterte er im Finale an Kevin Münch.
Beim World Cup of Darts 2012 bildete Roith mit Jyhan Artut das deutsche Team. Das Team war in Runde 2 gesetzt und scheiterte dort an den US-Amerikanern Gary Mawson und Darin Young. In der ersten Saison der Super League Darts nahm er per Wildcard teil, stieg jedoch im Laufe der Saison aus und hat seitdem nicht mehr an der Super League teilgenommen. Seine bislang letzten Auftritte im Hauptfeld von PDC-Turnieren hatte er auf der European Darts Tour 2017.

## Weltmeisterschaftsresultate

### PDC
- 2011: 1. Runde (0:3-Niederlage gegen  Dennis Priestley)